# Ullmann Adolf
Baranyavári báró Ullmann Adolf (Pest, 1857. június 20. – Budapest, 1925. február 5.) közgazdász, a főrendiház tagja. Sógora Wellisch Alfréd építész.

## Életpályája
A főnemesi származású báró baranyavári Ullmann család sarja. Édesapja az izraelita származású Ullmann Móric György nagykereskedő és a Budapesti Áru- és Értéktőzsde alelnöke, anyja Leon Júlia. 1889. március 4-én apjának, Ullmann Móric Györgynek magyar nemességet valamint családi címert adományozott I. Ferenc József magyar király; az év végére, 1889. december 16-án a "baranyavári" nemesi előnevet is megkapta az uralkodótól.
Kereskedelmi akadémiát végzett Budapesten. 1874-től a Magyar Általános Hitelbank szolgálatába állt, ahol 1881-ben cégvezető, 1885-ben igazgató, majd 1895-ben elnök lett. 1905-ben hosszabb tanulmányúton volt az Amerikai Egyesült Államokban és ottani pénz- és hitelügyi tapasztalatairól könyvalakban megjelent értekezésben számolt be. 1909-ben Kornfeld Zsigmondot követte a vezérigazgatói székben, 1910-ben pedig a főrendiház tagjává is kinevezték. Számos állami pénzügyi művelet lebonyolításában és ipari vállalat alapításánál játszott vezető szerepet. Az Országos Iparegyesület alelnöke és a gyáripari szakosztály elnöke volt. Több kitüntetése mellett 1916-ban a Ferenc József-rend nagykeresztjét is megkapta. Két évvel később, 1918. április 6-án IV. Károly magyar király bárói címet adományozott számára.
Számos állami pénzügyi és kereskedelempolitikai írása főként a Pester Lloydban jelent meg. 1905-ben amerikai pénz- és hitelügyi tanulmányairól könyvet is írt.
A Salgótarjáni utcai zsidó temetőben található családi sírboltban nyugszik. A síremléket Alpár Ignác tervezte.

## Családja

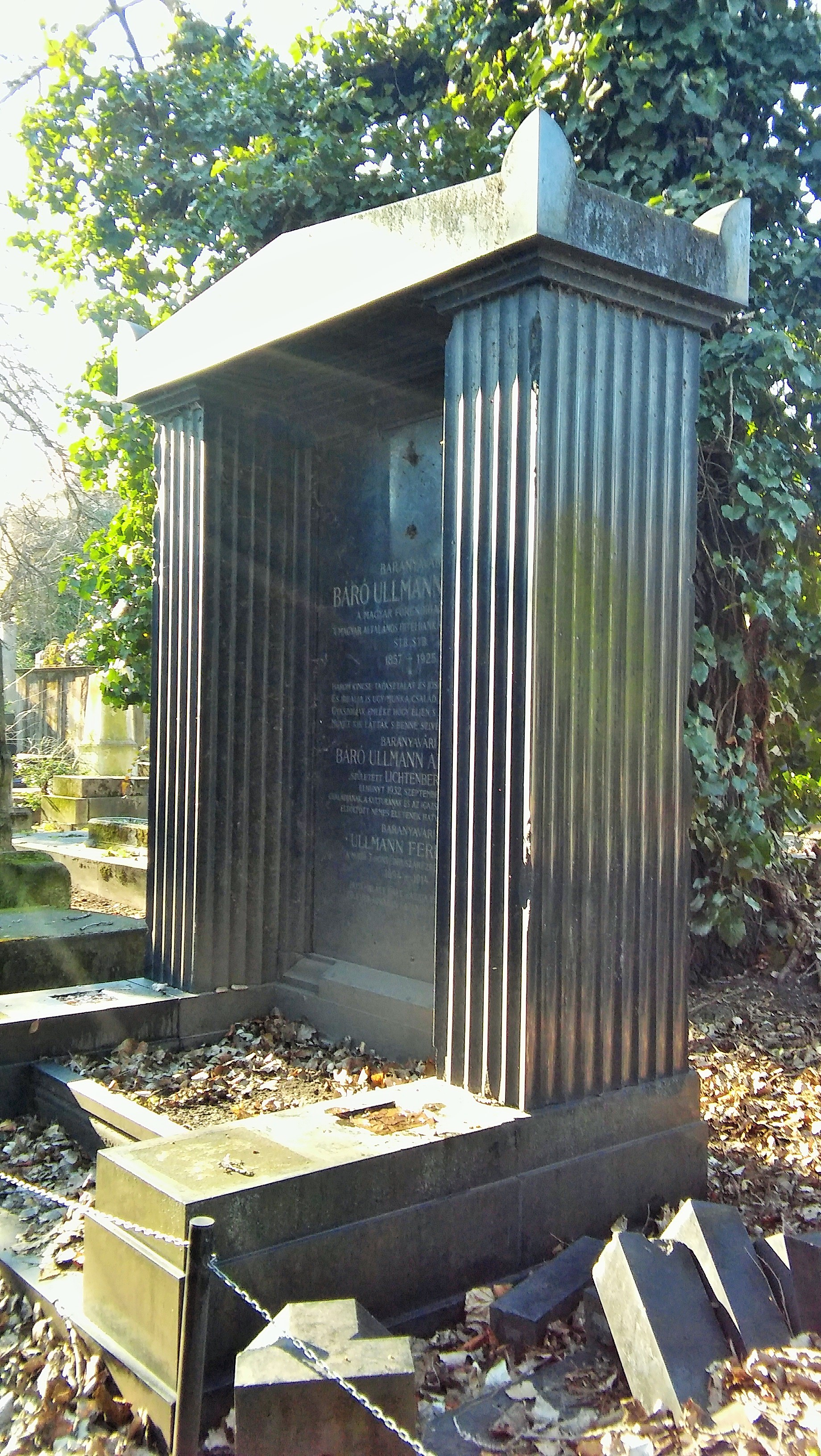
Ullmann Adolf síremléke (Salgótarjáni utcai zsidó temetőben, Budapest)

1890. október 15-én Szegeden vette feleségül Lichtenberg Ellát (1872–1932), Lichtenberg Mór birtokos és Levinsky Mária lányát, akitől három gyermeke született:
- Ullmann György (1891–1961), a Magyar Általános Hitelbank ügyvezető igazgatója, neves műgyűjtő; neje Oetl-Pálffy Erzsébet (1902–?).
- Ullmann Ferenc (1894–1914) hősi halált halt.
- Ullmann Mária (1899–?). Férje: paksi Paksy József (1893–?) bankvezető, kormányfőtanácsos.

## Művei
- M. Amerikai bankügyek (Budapest, 1907, németül is).